# Sidi Slimane (Maroc)
Pour les articles homonymes, voir Sidi Slimane.
Sidi Slimane (en arabe : سيدي سليمان [Sidi slimān]) est une ville du Nord-Ouest du Maroc. D'une population de 84 709 habitants et 150 000 habitants (avec l'aire urbaine), elle est située à quelque 60 km de la ville portuaire de Kénitra), dans la province de Sidi Slimane récemment créée dans la région de Rabat-Salé-Kénitra.
Sur les bords de l'Oued Beht, affluent du fleuve Sebou, la petite ville est un centre agricole très important de la riche plaine du Gharb, qui produit et exporte des agrumes, des céréales, de la betterave et divers légumes.
Les villes à proximité sont à l'est Sidi Kacem, au sud-est Meknès, au sud Khémisset, à l'ouest Sidi Yahya El Gharb et Kénitra et au nord Mechra Bel Ksiri, Souk El Arbaa et Ouezzane.

## Démographie
La ville de Sidi Slimane possède une importante population, la majorité de sa population est originaire de la région du Gharb, avec un petit pourcentage de berbères et d'habitants des zones désertiques. Les hommes représentent 49 %, tandis que les femmes représentent 51 %. Le tableau ci-dessous représente l'évolution de la population de la ville par années.
| Année     | 1951  | 1960   | 1971   | 1984   | 1994   | 2004   | 2020    |
| --------- | ----- | ------ | ------ | ------ | ------ | ------ | ------- |
| Habitants | 5.600 | 11.484 | 20.400 | 50.487 | 69.645 | 78.063 | 100.995 |

## Climat
Sidi Slimane bénéficie d'un climat méditerranéen, qui est un type de climat tempéré. Il s'agit, plus précisément, d'après la classification de Köppen-Geiger, d'un climat méditerranéen à été chaud (Csa), avec des étés chauds et secs et des hivers doux et humides. 
Les températures moyennes maximales en été peuvent atteindre les 32-35°C, tandis que les températures moyennes minimales en hiver peuvent descendre jusqu'à 6-8°C.
Les précipitations sont plus fréquentes en hiver, avec une moyenne annuelle d'environ 500 mm.
Parmi les rares événements figure la chute de neige sur la ville de Sidi Slimane le premier février de l'année 1954, et ce phénomène s'est répété en janvier 2017.

## Géographie
Sidi Slimane est une ville du nord-ouest du Maroc, située dans la région de Gharb-Chrarda-Beni Hssen. La ville est située à environ 100 kilomètres au nord de Rabat, la capitale du Maroc. La région de Gharb est une plaine côtière fertile située entre la chaîne de montagnes du Rif et l'océan Atlantique. Sidi Slimane est située sur la rive droite de la rivière Oued Sebou, le plus grand fleuve du Maroc, qui traverse la région avant de se jeter dans l'océan Atlantique.
La ville de Sidi Slimane est entourée de collines et de montagnes, offrant des paysages pittoresques et de nombreuses possibilités pour la randonnée et les activités en plein air. Les principales ressources naturelles de la région sont l'eau de la rivière Oued Sebou, les terres agricoles fertiles et les forêts d'eucalyptus.

## Agriculture
Sidi Slimane est une ville connue pour sa production agricole abondante. La région de Gharb est considérée comme l'un des greniers du Maroc, produisant une grande variété de cultures telles que les agrumes (oranges, citrons et mandarines), les légumes (tomates, poivrons, courgettes, oignons), les céréales (blé, orge, maïs) , olivier (pour la production d'huile d'olive), le vignoble et les plantes aromatiques. La région est également connue pour la production de lait et de viande grâce à l'élevage de bovins et de caprins.
En outre, la région de Sidi Slimane abrite plusieurs coopératives agricoles qui jouent un rôle important dans le développement économique de la région. Ces coopératives aident les agriculteurs à commercialiser leurs produits locaux, à améliorer leurs techniques de production et à augmenter leur rentabilité.

## Énergie
La centrale photovoltaïque flottante de Sidi Slimane est un projet qui a été lancé au Maroc en 2019. Il s'agit d'une centrale solaire qui est construite sur un réservoir d'eau et qui utilise l'énergie solaire pour produire de l'électricité. La centrale, qui est d'une capacité de 2,5 MW, est constituée de 7 800 panneaux solaires installés sur une surface de 10 000 mètres carrés. Ce projet permet à la fois de réaliser de l’efficacité énergétique, de l’économie d’eau et d’éviter l’émission d’environ 12.000 tonnes de CO2.
La centrale photovoltaïque flottante de Sidi Slimane est une première en Afrique et est considérée comme une innovation majeure dans le domaine de l'énergie solaire. Elle permet de répondre aux besoins énergétiques de la région de Rabat-Salé-Kénitra tout en préservant les ressources en eau.

### Sport
Au niveau du sport, la ville de Sidi Slimane a vue la création de son 1er club sportif dans les annèes 1930 dont son équipe de football avait participé en Botola sous l'ère de la LMFA.

Voir : 